# Filodes baratalis
Filodes baratalis là một loài bướm đêm trong họ Crambidae.